# Gaan-Ngai
Gaan-Ngai também conhecida como "Chakaan Gaan-Ngai" é um festival de pessoas Zeliangrong do Assão, Manipur, e Nagalândia. Este festival também é descrita como uma festa de ano novo, pois marca o fim do ano e início do ano novo.

## Relevância
É também um festival pós-colheita. É realizada principalmente pelos seguidores e devotos de Zeliangrong uma religião indígena de "Poupei Chapriak" (incluindo Tingkao Ragwang Chapriak e outras seitas) e 'Heraka'.

## Celebração
Gaan-Ngai é tradicionalmente celebrado no mês de Gain-Bu do calendário indígena da tribo Rongmei Naga, que normalmente cai no mês Gregoriano de novembro ou dezembro. Assim é comemorado em Assão de acordo com a data fixada usando o calendário indígena Rongmei Naga com o referido festival tendo status de feriado restrito em Assão. Enquanto no estado indiano de Manipur, Gaan-Ngai é comemorado no 13º dia do mês Manipuri de "Despertar" do calendário Meetei Manipuri, com o festival sendo um feriado de Estado em Manipur. Gaan-Ngai também foi reconhecido como o Festival turístico da Índia pelo Governo da Índia.